# Leo Lauriers
Leonard Anton (Leo) Lauriers (Vier Kinderen, 23 maart 1897 – Amsterdam, 24 januari 1986) was een Surinaams onderwijzer en politicus van de NPS.
Hij werd in het district Boven Para geboren als zoon van Johan Lauriers en Henriette Caroline Elisabeth Lauriers. Hij slaagde in 1916 voor het onderwijzersexamen 4e rang en drie jaar later slaagde hij voor het 3e rang examen. Hij zou langdurig les gaan geven op scholen van de Evangelische Broedergemeente Suriname (EBGS); zo gaf hij rond 1921 les op de Comeniusschool. Lauriers was hoofd van de EBG-school in Groningen voor hij in 1927 benoemd werd tot hoofd van de school in Johan & Margaretha. Rond 1950 was Lauriers hoofd van Selecta; een ulo-school van de EBG.
Nadat het Statenlid J.H.E. Ferrier was opgestapt volgde in 1948 tussentijdse verkiezingen waarbij Lauriers door de net opgerichte NPS gesteund werd als hun kandidaat. Hoewel er twijfels waren of hij volgens de toen geldende regels voor passief kiesrecht wel mee mocht doen, werd hij verkozen en toegelaten tot de Staten van Suriname. Bij de parlementsverkiezingen van 1949, waarbij voor het eerst het algemeen kiesrecht van toepassing was, werd hij herkozen.
In mei 1951 kreeg hij wegens ziekte enkele maanden verlof naar Nederland. In juni 1952 vestigde hij zich in Amsterdam. Hij was tot 1962 vier jaar voorzitter van 'Het Surinaams Verbond' in die stad.
Lauriers overleed in 1986 op 88-jarige leeftijd.